# Gary Chalandon
Pas d'image ? Cliquez ici
Gary Chalandon, né le 26 septembre 1986 à Décines-Charpieu est un pilote automobile français.

## Biographie
Il commence sa carrière de pilote d'endurance en 2009 où il s'engage avec l'écurie DAMS en Formula Le Mans,. En 2010, il rejoint l'écurie Team Bruichladdich (renommée par la suite Greaves Motorsport) où il remplace Christian Ebbesvik blessé lors des 1000 Kilomètres de Spa.
Il est sacré champion de Formula Le Mans en 2010.
Il remporte les 6 Heures du Castellet 2011 dans la catégorie LMP2 avec l'écurie Greaves Motorsport. La même année, il pilote l'Audi R8 LMS de WRT à l'occasion d'une manche du championnat de France FFSA GT, en vue d'une participation plus sérieuse au championnat d'Europe FIA GT3.